# ミスダイバー
ミスダイバーコンテストは、日本スクーバ協会が主催するミスコンテストである。
1年に一度開催される展示会「ダイビングフェスティバル」のステージイベントにおいて、ミスダイバー最終選考会が行われ、5名の出場者が最終審査に臨む。

## 概要
2000年に第1回ミスダイバーコンテストが開催され、第2回までは、ミスダイバーとミスターダイバーの2名が選出されていたが、第3回より女性のみのミスコンテストとなった。なおダイビングフェスティバルは2010年に行われた24thダイビングフェスティバル2010をもって終了し、ミスダイバーの選出も10年の歴史に幕が降ろされた。
単なるミスコンテストにとどまらず、ダイビングの親善大使として実際に水中にもぐり、ライセンスを取得する様子やそのときの感想、体験記が雑誌などに載せられること、数百名規模の応募者がある全国コンテストということもあって、グランプリを受賞すると、地元でも新聞やテレビなどの媒体に取り上げられた例もある。

## 応募資格
ミスダイバーコンテストへの応募資格は「ダイバーではないこと」。すなわち、ダイビングのライセンスを持っていないことが条件に挙げられている。2007年度の応募までで、年齢制限はない。

## 賞
最終選考会において、1名のミスダイバー、4名の準ミスダイバーが選出される。ミスダイバーにはダイビングライセンス取得講習・ダイビング器材一式・ダイビング取材旅行が与えられる。準ミスダイバーとは、最終選考会までは進んだが、ミスダイバーには選ばれなかった4名のことで、スポンサーからダイビングに関する商品が副賞として与えられる。準ミスダイバーは、ダイビングPR業務には特に関与しない。
ミスダイバーに選出されると、ダイビング関係の刊行物（月刊Diver、マリンダイビング、ダイビングワールド）などで1年間モデルを務めるほか、機材メーカーのカタログに起用されるなど媒体への露出も多く見られる。またダイビングフェスティバルの入場券や配布チラシにミスダイバーの顔写真が印刷されたり、会場入り口付近に等身大パネルなどが設置されるなどフェスティバルの目玉的なイベントでもある。
過去にはミスダイバー受賞者による撮影会なども行われていた。

## 過去の受賞者
初代ミスターダイバー-
初代ミスダイバー-
第2代ミスターダイバー-
第2代ミスダイバー - 佐藤稚奈会社員・（所属芸能事務所：無し。勤務会社：NHK山形）
第3代ミスダイバー - 池田英美イベントコンパニオン・レースクイーン・（所属芸能事務所：無し。コンパニオン登録事務所：不明）
第4代ミスダイバー - 鈴木麻里モデル・タレント・女優（所属芸能事務所：オスカープロモーション）
第5代ミスダイバー - 佐藤美香元大学生
第6代ミスダイバー - 遠山樹里（今野樹里）モデル・レースクイーン（事務所：クラッチワーク）
第7代ミスダイバー - 大橋規子モデル（所属芸能事務所：スペースクラフト）　ガールズブランチ初代イメージガールオーディションで準グランプリ受賞。
第8代ミスダイバー -金井美佳
ラウンドガール・モデル：キャンパスパーク(現役女子大生による芸能活動集団・事務所)にて活動。全東京写真連盟撮影会用登録モデル。2009年度ミス日本候補・関東代表。
第9代ミスダイバー -齋藤絵理会社員：ダイワスーパーフレッシュアングラーとして活動。